# La Rue-Saint-Pierre (Oise)
La Rue-Saint-Pierre és un municipi francès, situat al departament de l'Oise i a la regió dels Alts de França. L'any 2007 tenia 760 habitants.

## Demografia

### Població
El 2007 la població de fet de La Rue-Saint-Pierre era de 760 persones. Hi havia 265 famílies de les quals 48 eren unipersonals (24 homes vivint sols i 24 dones vivint soles), 56 parelles sense fills, 133 parelles amb fills i 28 famílies monoparentals amb fills.
La població ha evolucionat segons el següent gràfic:
Habitants censats

### Habitatges
El 2007 hi havia 296 habitatges, 270 eren l'habitatge principal de la família, 7 eren segones residències i 19 estaven desocupats. 288 eren cases i 8 eren apartaments. Dels 270 habitatges principals, 243 estaven ocupats pels seus propietaris, 23 estaven llogats i ocupats pels llogaters i 4 estaven cedits a títol gratuït; 2 tenien una cambra, 4 en tenien dues, 37 en tenien tres, 72 en tenien quatre i 155 en tenien cinc o més. 210 habitatges disposaven pel capbaix d'una plaça de pàrquing. A 85 habitatges hi havia un automòbil i a 164 n'hi havia dos o més.

### Piràmide de població
La piràmide de població per edats i sexe el 2009 era:
| Homes | Edats   | Dones |
| ----- | ------- | ----- |
| 0     | 95 o +  | 0     |
| 0     | 90 a 94 | 8     |
| 0     | 85 a 89 | 4     |
| 0     | 80 a 84 | 0     |
| 4     | 75 a 79 | 8     |
| 4     | 70 a 74 | 4     |
| 16    | 65 a 69 | 4     |
| 24    | 60 a 64 | 8     |
| 16    | 55 a 59 | 20    |
| 20    | 50 a 54 | 28    |
| 40    | 45 a 49 | 28    |
| 28    | 40 a 44 | 44    |
| 28    | 35 a 39 | 24    |
| 24    | 30 a 34 | 20    |
| 8     | 25 a 29 | 24    |
| 36    | 20 a 24 | 12    |
| 40    | 15 a 19 | 32    |
| 52    | 10 a 14 | 24    |
| 40    | 5 a 9   | 20    |
| 20    | 0 a 4   | 12    |

## Economia
El 2007 la població en edat de treballar era de 498 persones, 376 eren actives i 122 eren inactives. De les 376 persones actives 339 estaven ocupades (176 homes i 163 dones) i 36 estaven aturades (20 homes i 16 dones). De les 122 persones inactives 57 estaven jubilades, 43 estaven estudiant i 22 estaven classificades com a «altres inactius».

### Ingressos
El 2009 a La Rue-Saint-Pierre hi havia 270 unitats fiscals que integraven 771,5 persones, la mediana anual d'ingressos fiscals per persona era de 19.319 €.

### Activitats econòmiques
Dels 16 establiments que hi havia el 2007, 3 eren d'empreses de fabricació d'altres productes industrials, 7 d'empreses de construcció, 1 d'una empresa de transport, 1 d'una empresa d'hostatgeria i restauració, 1 d'una empresa d'informació i comunicació, 1 d'una empresa financera, 1 d'una empresa immobiliària i 1 d'una empresa classificada com a «altres activitats de serveis».
Dels 6 establiments de servei als particulars que hi havia el 2009, 2 eren paletes, 1 guixaire pintor, 1 fusteria, 1 lampisteria i 1 restaurant.
L'any 2000 a La Rue-Saint-Pierre hi havia 9 explotacions agrícoles que ocupaven un total de 448 hectàrees.

## Equipaments sanitaris i escolars
El 2009 hi havia una escola elemental integrada dins d'un grup escolar amb les comunes properes formant una escola dispersa.

## Poblacions més properes
El següent diagrama mostra les poblacions més properes.